# Júnior Morais
Acest articol se referă la fundașul stânga brazilian Júnior Morais. Pentru fostul atacant al celor de la Gloria Bistrița, vezi Júnior Moraes.
Iraneuton Sousa Morais Júnior (n. 22 iulie 1986, São Luís, Maranhão, Brazilia), cunoscut ca Júnior Morais, este un fotbalist brazilian, care joacă pe post de fundaș lateral la Metaloglobus în Liga a II-a. A jucat în prima ligă românească la Astra Giurgiu și FCSB.

## Cariera
Morais și-a petrecut primii ani ai carierei de senior în Brazilia și Portugalia, cu São Cristóvão și , respectiv, Freamunde . În 2011, s-a alăturat Astrei Ploiești în România, care ulterior a fost relocată și redenumită Astra Giurgiu . Pe parcursul a șase sezoane și jumătate, Morais a totalizat 256 de meciuri și opt goluri în toate competițiile pentru Astra; a ajutat, de asemenea, la patru trofee interne, inclusiv titlul Liga I 2015–16 .
În 2015, Morais s-a căsătorit cu handbalista română Andreea Dospin. Au doi copii împreună, o fată și un băiat, cu fostul său coechipier Astra Constantin Budescu botezându-i.  În ciuda rapoartelor anterioare, Morais a declarat în octombrie 2020 că nu deține cetățenia română . 
A continuat în țară și în Liga sa I pentru campaniile 2017–18 și 2018–19 , semnând pentru FCSB .  Morais s-a transferat la clubul turc Gaziantep în vara lui 2019, unde s-a alăturat fostului manager Astra Marius Șumudică .  A petrecut doi ani suplimentari în Süper Lig înainte de a reveni în România cu Rapid București ,  în vârstă de aproape 35 de ani.

## Statistici de carieră

### Club
De la meciul jucat 19 august 2019
| Club          | Sezon         | Ligă      | Ligă   | Cupa Nationala | Cupa Nationala | Cupa Ligii | Cupa Ligii | Continental | Continental | Alte      | Alte   | Total     | Total  |
| Club          | Sezon         | Aplicații | Goluri | Aplicații      | Goluri         | Aplicații  | Goluri     | Aplicații   | Goluri      | Aplicații | Goluri | Aplicații | Goluri |
| ------------- | ------------- | --------- | ------ | -------------- | -------------- | ---------- | ---------- | ----------- | ----------- | --------- | ------ | --------- | ------ |
| São Cristóvão | 2006          | 81        | 5      | –              | –              | –          | –          | –           | –           | –         | –      | 81        | 5      |
| São Cristóvão | 2007          | 81        | 5      | –              | –              | –          | –          | –           | –           | –         | –      | 81        | 5      |
| São Cristóvão | 2008          | 81        | 5      | –              | –              | –          | –          | –           | –           | –         | –      | 81        | 5      |
| São Cristóvão | 2009          | 81        | 5      | –              | –              | –          | –          | –           | –           | –         | –      | 81        | 5      |
| São Cristóvão | Total         | 81        | 5      | –              | –              | –          | –          | –           | –           | –         | –      | 81        | 5      |
| Freamunde     | 2009–10       | 19        | 2      | 2              | 1              | 0          | 0          | –           | –           | –         | –      | 21        | 3      |
| Freamunde     | 2010–11       | 13        | 1      | 0              | 0              | 3          | 0          | –           | –           | –         | –      | 16        | 1      |
| Freamunde     | Total         | 32        | 3      | 2              | 1              | 3          | 0          | –           | –           | –         | –      | 37        | 4      |
| Astra Giurgiu | 2010–11       | 14        | 0      | –              | –              | –          | –          | –           | –           | –         | –      | 14        | 0      |
| Astra Giurgiu | 2011–12       | 31        | 0      | 1              | 0              | –          | –          | –           | –           | –         | –      | 32        | 0      |
| Astra Giurgiu | 2012–13       | 33        | 3      | 5              | 0              | –          | –          | –           | –           | –         | –      | 38        | 3      |
| Astra Giurgiu | 2013–14       | 33        | 2      | 5              | 1              | 0          | 0          | 8           | 0           | –         | –      | 46        | 3      |
| Astra Giurgiu | 2014–15       | 29        | 0      | 0              | 0              | 4          | 0          | 10          | 0           | 1         | 0      | 44        | 0      |
| Astra Giurgiu | 2015–16       | 29        | 1      | 1              | 0              | 1          | 0          | 6           | 0           | –         | –      | 37        | 1      |
| Astra Giurgiu | 2016–17       | 29        | 0      | 4              | 1              | 0          | 0          | 11          | 0           | 1         | 0      | 45        | 1      |
| Astra Giurgiu | Total         | 198       | 6      | 16             | 2              | 5          | 0          | 35          | 0           | 2         | 0      | 256       | 8      |
| FCSB          | 2017–18       | 21        | 0      | 0              | 0              | –          | –          | 11          | 2           | –         | –      | 32        | 2      |
| FCSB          | 2018–19       | 28        | 0      | 2              | 0              | –          | –          | 4           | 0           | –         | –      | 34        | 0      |
| FCSB          | Total         | 49        | 0      | 2              | 0              | –          | –          | 15          | 2           | –         | –      | 66        | 2      |
| Gaziantep     | 2019–20       | 29        | 0      | 1              | 0              | –          | –          | –           | –           | –         | –      | 30        | 0      |
| Gaziantep     | 2020–21       | 7         | 0      | 0              | 0              | –          | –          | –           | –           | –         | –      | 7         | 0      |
| Gaziantep     | Total         | 36        | 0      | 1              | 0              | –          | –          | –           | –           | –         | –      | 37        | 0      |
| Total cariera | Total cariera | 396       | 14     | 21             | 3              | 8          | 0          | 50          | 2           | 2         | 0      | 477       | 19     |

## Palmares
Astra Giurgiu
- Cupa României (1): 2013–14
- Supercupa României (2): 2014,2016
- Liga I (1): 2015-16